# 泰越關係
泰越關係是指泰國和越南歷史上及現代的雙邊關係。越南是中南半岛上唯一不与泰国接壤的国家，两国在历史上因为争夺柬埔寨、老挝的宗主权龃龉不断，在冷战初期，泰国曾与越南共和国建交直到后者于1975年灭亡，之后，越南社会主义共和国则在1976年8月6日與泰国建立外交關係，进入20世纪90年代後，两国关系好转，其後又在2013年宣佈建立「戰略夥伴關係」。目前兩國均為東盟、亞太經濟合作組織、不結盟運動及東亞－拉丁美洲合作論壇成員國。

## 歷史

### 鄭阮紛爭時代以前
越南北部地區在漢代，已有通往南中國海、印度洋的海路交通線。漢朝政府在日南設有障塞，與徐聞、合浦（均在今中國境內）一同作為海外航線的起點。其中即有通往今泰國的海路交通線路。
與此同時，印度文化傳入東南亞地區，對古代泰國各諸侯國以及佔據今越南南部的占婆的文化造成了深遠影響。而扶南國亦曾經統治過越南南部及泰國的湄南河三角洲地區。:24
丁朝、李朝、陳朝時期，越南與包括暹邏在內的一些海外國家存在着貿易關係。暹邏等國商人於1149年（大定十年），到達大越國的東部海濱，向李廷要求居住地及通商貿易。李朝政府便在海島立莊，名「雲屯」，讓外國商人經商。1182年（貞符七年），暹羅國使節來進貢禮品。1184年（貞符九年），暹邏、三佛齊等國商人到雲屯鎮，進貢寳物及磋商經貿事宜。
陳朝時期，越、暹兩國曾於1313年（興隆二十一年）爆發軍事衝突，該年暹羅出兵入侵占城國，而占城為陳朝南鄰，陳朝命杜天覷在乂安、臨平調兵援助占城，擊退暹軍。
暹羅人曾向陳朝致送禮品以示友好。在1334年至1336年（開祐六年至八年）期間，陳朝出兵哀牢，在有關該戰事的碑銘記載中，提到暹國等國家「各奉方物，爭先迎見」。在貿易方面，越暹兩國亦有所發展，據越南貨幣學者指出，陳朝時期暹羅處於素可泰王朝（1238年─1351年）及阿瑜陀耶王朝（1351年─1767年）初期。素可泰王朝的貿易屬開放型，十分活躍，其使用的貨幣「蠐蝤銀」（又稱蠐蝤幣），因越暹雙方的貿易往來而流入越南。阿瑜陀耶王朝時，仍有越南商人到暹羅經商。兩國貿易的地點即在雲屯，據越南史籍記載，1360年（大治三年），暹羅等國商船到雲屯，販賣貨品及致送各類異物。

### 越南南進時期

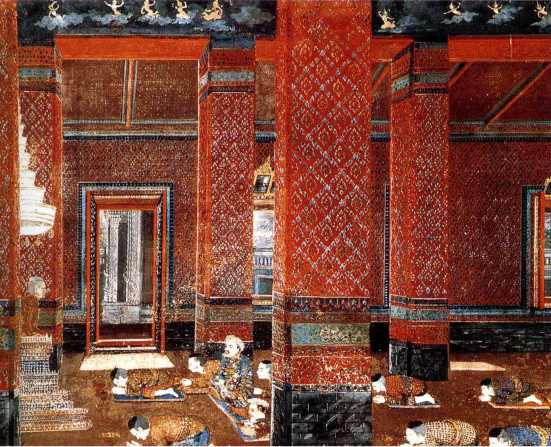
阮福映在曼谷大皇宮，1782年。

17世紀後期，中國廣東人鄚玖移民今越南南部河仙，因河仙鄰近暹羅及越南舊阮的轄地，是印支南部各國的交匯處，也時常遭到來自暹羅的強勢進攻。據《河仙鎮協鎮鄚氏家譜》所載，在17世紀末的一次戰役中，鄚玖被暹邏的俘虜，被安置在萬歲山（Mung Samut Sakawn，今沙沒沙空）。等到後來暹羅發生內亂，鄚玖才逃回河仙所屬的隴棋居住，其後返回河仙。
鄚玖逝世後，子鄚天賜繼承父位，統治河仙。1767年，暹羅阿瑜陀耶王國滅亡之後，阿瑜陀耶王子昭最（เจ้าจุ้ย，泰沙王之孫）逃往河僊鎮，被鄚天賜收留。當時暹羅陷入混亂，各勢力割據。鄭昭征討莊他武里（尖竹汶），驅逐了當地總督披耶·莊他武里，以之為基地，披耶·莊他武里也被鄚天賜收留。鄭昭要求鄚天賜交出這些人，被鄚天賜拒絕，雙方關係緊張，鄚天賜經常派水軍去暹羅海域窺探虛實，而鄚天賜更是於1769年趁鄭昭率軍出征昭披耶·那空是貪瑪叻 (努)的時候派陳大力率軍突襲莊他武里，但因水土不服被迫撤回。這也引發了越南與暹邏數年的戰爭。

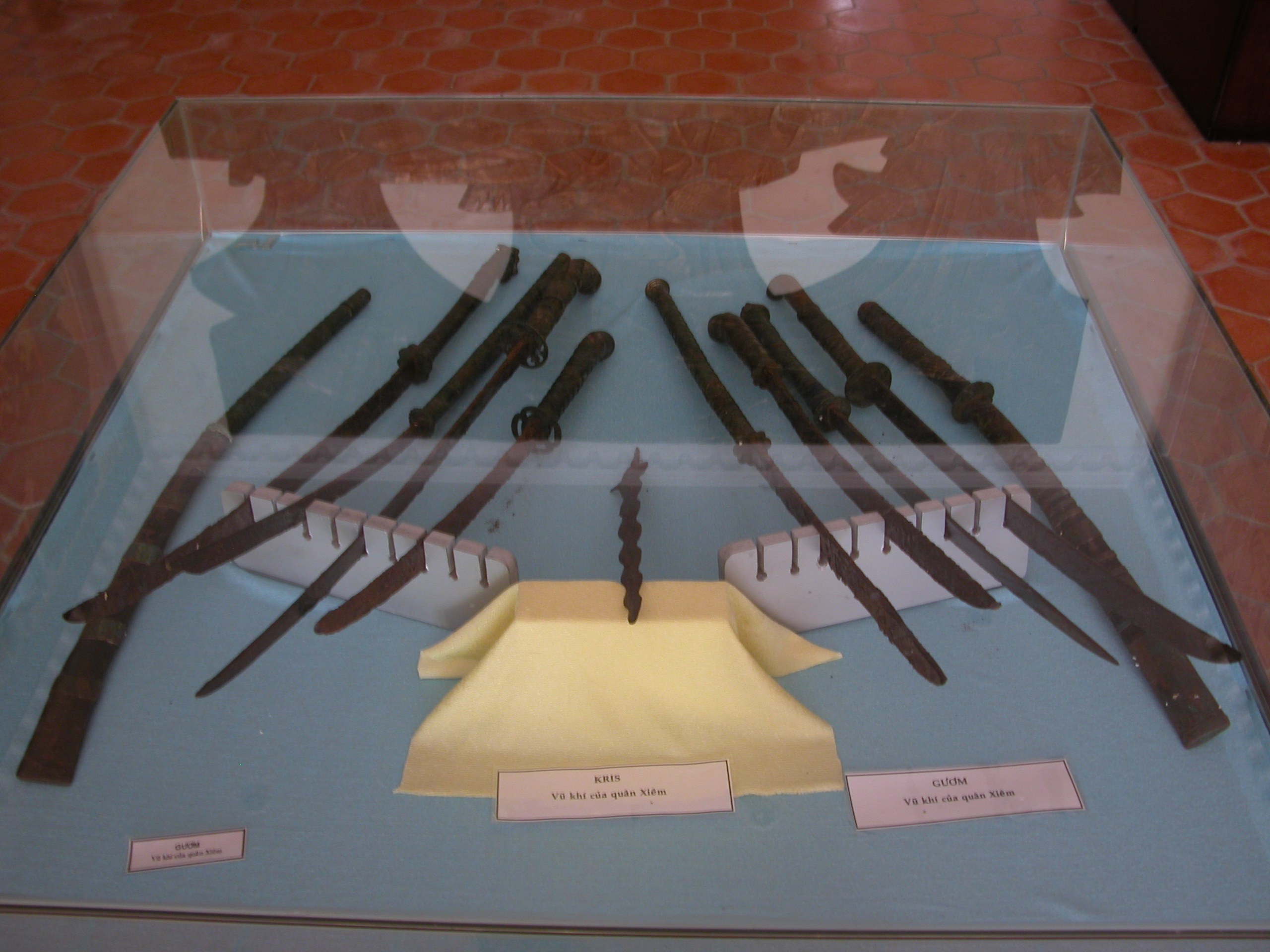
瀝涔吹蔑之戰中暹羅軍隊使用的武器

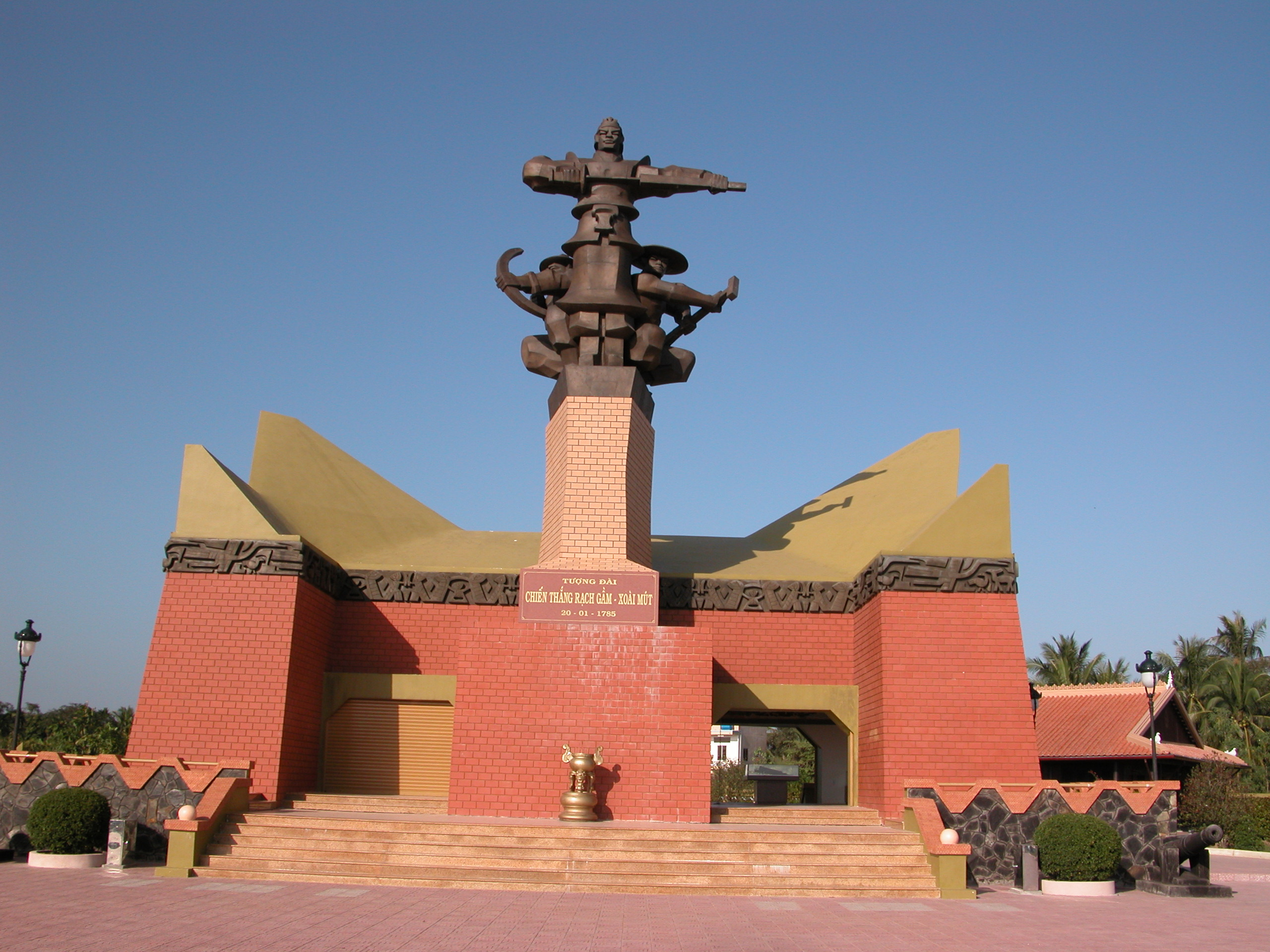
越南紀念瀝涔吹蔑之戰勝利的紀念碑

1777年，世襲統治越南南方的阮主被西山兄弟阮岳、阮惠和阮侶推翻。在支持者的幫助下，末代阮主的侄兒阮福映奪回了嘉定，自稱大元帥攝國政，後來又自稱阮王。但在1783年，西山叛軍重新佔領嘉定（今胡志明市）。阮福映只得逃往富國島，在那裡阮軍遭到西山軍襲擊，缺乏糧食。阮福映的一位將軍朱文接被派往曼谷求援。根據越南史料記載，撻齒多（又作質蚩多）率領暹羅一支軍隊於次年抵達河僊。阮福映跟隨他撤退到曼谷，在那裡受到拉瑪一世國王的熱烈歡迎。拉瑪一世承諾暹羅軍隊會幫助阮福映奪回他失去的王國。為此，泰國於1785年與阮主聯軍入侵南圻，並在瀝涔河與吹蔑河一帶與阮惠的軍隊發生了激戰，史稱瀝涔吹蔑之戰。昭曾率領暹羅軍隊奪路而逃，在昭披耶·阿派普貝（昭錘卞）的接應下經柬埔寨逃回暹羅，全軍只有兩千至三千人倖存。舊阮軍隊幾乎全軍覆沒，主將阮文威陣亡，阮福映僅率親信數人逃到芹苴，由鄚子泩接應逃入暹羅。

### 18世紀末至19世紀初
瀝涔吹蔑之戰後不久，阮福映趁西山朝內亂之機回到越南，重新佔據了嘉定，以此為基地進行北伐並最後統一全國。根據泰國《拉達那哥欣皇家編年史》記載，在阮福映稱帝之前，曾先後六次向暹羅王拉瑪一世進貢金銀花，以表示臣服之意。在北伐西山朝的戰爭中，阮福映曾派人向暹羅請求調遣柬埔寨、萬象的士兵，得到拉瑪一世的同意。阮福映建立阮朝以後，不再向暹羅進貢金銀花，但仍與暹羅互相派遣使者。1813年，阮朝曾與暹羅因柬埔寨問題而發生衝突，但在嘉隆年間雙方總體上保持著友好往來的關係。
然而，嘉隆帝之子明命帝繼位後，計劃將越南建設成像清朝一樣的大帝國，並多次對外擴張，與暹邏發生軍事衝突。1826年，萬象國王昭阿努舉兵反抗暹羅的統治，終結暹羅對萬象的宗主權，並試圖恢復歷史上的瀾滄王國，史稱昭阿努之亂，阮朝試圖支持寮國的昭阿努對抗暹羅，但失敗。1831年，暹罗开始尝试征服柬埔寨以及越南南部地区，但最终於1834年被越南击退。同時，暹邏亦支持黎文𠐤叛亂。在1841年–1845年的暹越戰爭中，暹羅成功支持被越南佔領的柬埔寨復國，1845年，暹羅將領博丁德差與越南將領阮知方、尹蘊締結和約，雙方商定罷兵休戰，且不再干涉柬埔寨內政。两国冲突直到越南成为法国殖民地後才暂时告一段落:378。

### 近現代的泰越關係
越南於1884年被法國佔領並成為其殖民地，此時的泰越關係即從屬於泰法關係的一部分，後來，由於泰國拒絕將寮國割讓給法國，因此法暹戰爭爆發，而越南則作為法國的保護國參加了戰爭。
1945年，越南民主共和国（北越）從法國獨立，但當時奉行反共主义的泰國政府未予以外交承认；1955年，泰国承认越南共和國（南越）为代表越南的唯一合法政府並與之建交。越南戰爭時期，泰國作為美國和南越的盟邦派出了11,570名軍人參戰。其中351人阵亡；1,358人負傷。
1975年430事件後，越南社會主義共和國建立，而泰國則於1976年8月6日與重新统一的越南政權建交。但因為1978年越南入侵柬埔寨引發的邊境摩擦等事件，泰越兩國關係重回冷淡。直到1989年越南從柬埔寨撤軍後，泰越關係才有所改善，但双方仍然缺乏政治互信，泰国也长期拒绝越南加入東協:378。
1995年7月28日，越南加入東南亞國家協會，成為该组织第7個正式成員，極大地促進了越南與泰國的雙邊合作關係發展。此后，兩國高層領導人亦經常互訪。

## 經貿關係
2015年，泰國是越南第十大投資來源國，總投資額達70億美元，而泰國亦是越南第五大貿易夥伴。

## 外交机构
越南在曼谷設有大使館。另在孔敬設有總領事館。
 泰國在河内設有大使館。在胡志明市設有總領事館。

## 旅遊

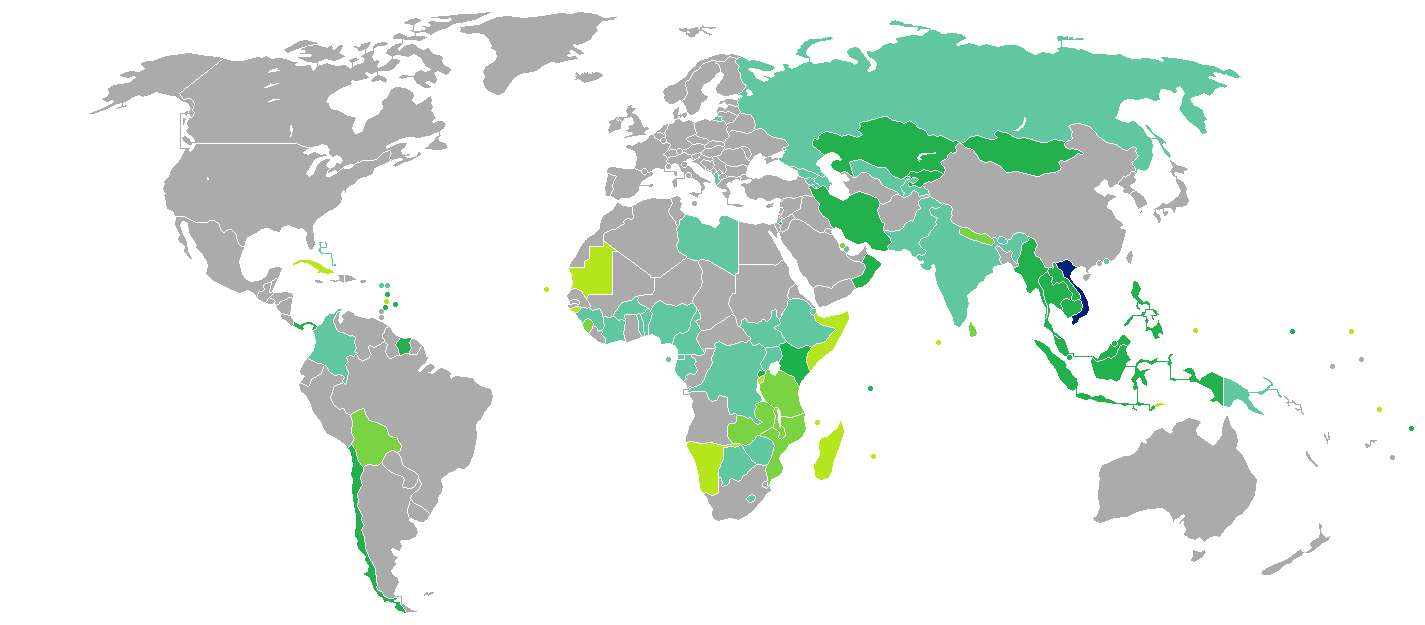
持越南護照之越南公民可以免簽證的方式入境泰國。

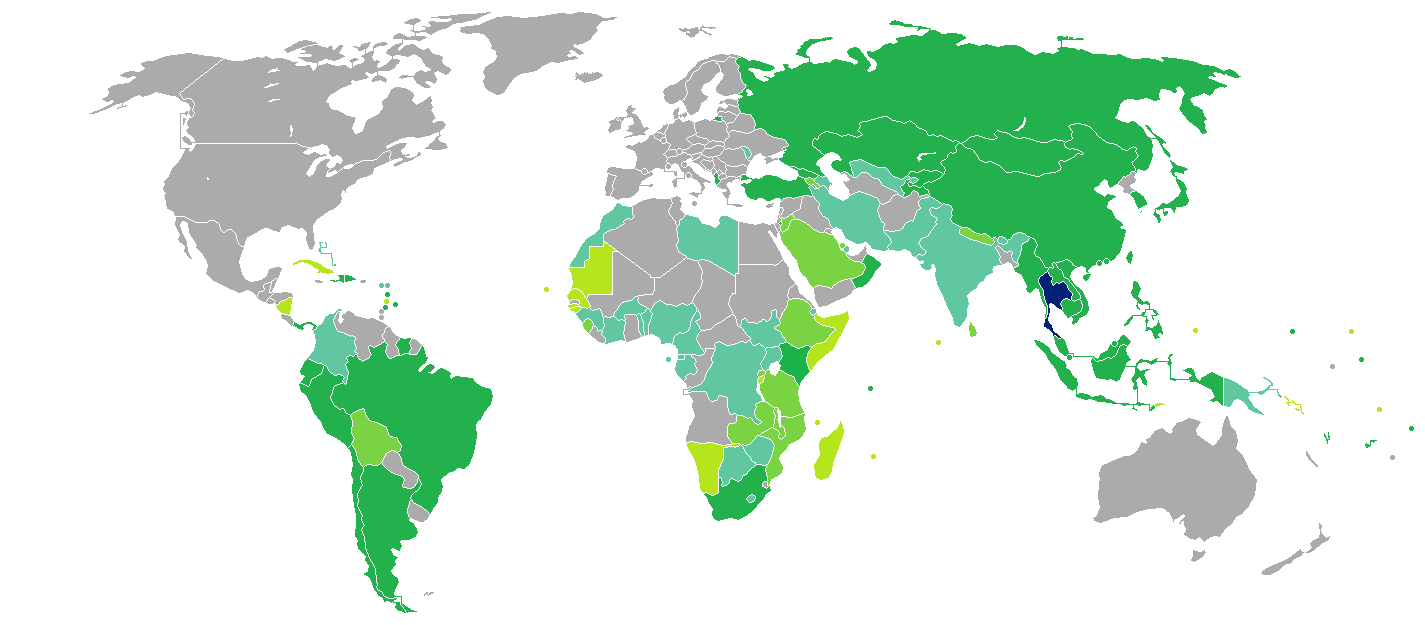
持泰國護照之泰國公民可以免簽證的方式入境越南。

持越南護照的越南公民可以免签证入境泰國，停留期为30天。若因治病入境泰國則可以停留90天。而持泰國護照的泰國公民亦可以免簽證入境越南停留30天。